# 太田泰彦
太田 泰彦（おおた やすひこ、1961年2月5日 - ）は、日本のジャーナリスト。日本経済新聞論説委員兼編集委員。ボーン・上田記念国際記者賞受賞。

## 人物・経歴
東京都出身。東京都立戸山高等学校、北海道大学理学部物理化学専攻卒業。マサチューセッツ工科大学大学院科学技術・公共政策専攻修了。1985年日本経済新聞社入社。1994年ワシントン支局。1998年経済部編集委員。2000年フランクフルト支局長。2004年から論説委員兼国際部編集委員を務め、外交・通商問題を中心とする社説、一面コラム「春秋」の執筆を担当。2015年シンガポールに駐在。中華人民共和国の一帯一路構想の検証・報道などで、2017年度ボーン・上田記念国際記者賞を受賞。2018年に帰国し、2019年12月までBSテレ東「日経プラス10」にコメンテーターとしてレギュラー出演していた。
父は元清水建設常務取締役、日本建築学会副会長の太田利彦。祖父は元日本銀行理事、日本開発銀行総裁、日本鉄道建設公団総裁の太田利三郎。

## 著書
- 『2030 半導体の地政学 戦略物資を支配するのは誰か』日本経済新聞出版社 2021年
- 『プラナカン 東南アジアを動かす謎の民』日本経済新聞出版社 2018年
- 『ドキュメント日米自動車協議～勝利なき戦いの実像』日本経済新聞社 1995年 共著
- シリーズ市場創造『新世紀プロジェクト』『ヒット商品に挑む』『サービス新時代』『規制緩和とビジネスチャンス』日本経済新聞社 1987年 共著